# 12259 Szukalski
12259 Szukalski este un asteroid din centura principală, descoperit pe 26 septembrie 1989 de Eric Elst.